# 嫣然天使基金
嫣然天使基金是一个由中国艺人李亚鹏、王菲倡导发起，在中国红十字基金会名下设立的公益基金。该基金以二人之女的名字命名，以救助唇腭裂儿童为主要目的。